# Luis Gallegos
Luis Gallegos Chiriboga (Quito, 13 de diciembre de 1946) es un diplomático ecuatoriano. Se desempeñó como Ministro de Relaciones Exteriores de Ecuador desde el 10 de julio de 2020 hasta el 15 de marzo de 2021, designado por el presidente Lenín Moreno. Previamente, se desempeñó como Embajador de Ecuador ante las Naciones Unidas en Nueva York. Fue parte de la junta de directores de UNITAR, cargo para el que fue designado por el Secretario General de las Naciones Unidas el 1 de julio de 2019. Gallegos fue representante de su país ante la sede de las Naciones Unidas de Ginebra en tres ocasiones. Fue miembro del Comité contra la tortura. Por otra parte, Gallegos es director de Special Olympics.
Antes de ser destinado a las Naciones Unidas, Gallegos se desempeñó como Embajador de Ecuador en Estados Unidos, entre 2005 a 2011.  
Durante el transcurso de su carrera, Gallegos se desempeñó como encargado de la Misión Diplomática de Ecuador en Bulgaria, entre 1985 y 1989; Embajador en El Salvador entre 1994 y 1997; Embajador en Australia, entre otros cargos.
Gallegos se graduó en Ciencias Sociales y Políticas, y posee un máster en Ciencias Políticas de la Escuela de Derecho y Diplomacia Fletcher,
perteneciente a la Universidad Tufts. Por otro lado, se graduó en Derecho de la Universidad Central de Ecuador. Habla, además de su natal español, inglés y francés. Está casado con Fabiola Jaramillo Almeida, con quien tiene dos hijos.